# Reinhard Mohn
Pour les articles homonymes, voir Mohn.
Reinhard Mohn (* 29 juin 1921 à Gütersloh; † 3 octobre 2009 à Steinhagen) était un entrepreneur international et un créateur de fondation né en Allemagne. Il transforma l’imprimerie et la maison d’édition Bertelsmann, entreprise de taille moyenne fondée en 1835, en un groupe médiatique d’envergure internationale,. En 1977, il créa la fondation d’utilité publique Bertelsmann Stiftung, l’une des fondations opérationnelles les plus importantes en Allemagne, de dimension internationale,.
Pour ses mérites en tant qu’entrepreneur et créateur de fondation, Reinhard Mohn reçut de nombreuses distinctions nationales et internationales, dont la Croix de Grand Officier de l'Ordre du Mérite de la République fédérale d'Allemagne et le prix Prince des Asturies,.

## Vie

### Origines
Cinquième enfant d’Agnes Mohn (née Seippel) et de Heinrich Mohn, Reinhard Mohn naquit en 1921. Il représenta la cinquième génération de la famille propriétaire de Bertelsmann. Son grand-père Johannes Mohn avait repris la direction de l’imprimerie et de la maison d’édition de son beau-père Heinrich Bertelsmann, fils de Carl Bertelsmann,.
Reinhard Mohn grandit dans une famille très protestante. En 1939, il passa son Abitur (baccalauréat) au lycée Evangelisch Stiftisches Gymnasium de Gütersloh et effectua le Reichsarbeitsdienst, le service du travail du Reich,. Ensuite, il se porta volontaire pour effectuer son service militaire dans la Luftwaffe, dans l’intention initiale d’acquérir une formation de pilote. Après sa mission dans une compagnie de base aérienne sur le front ouest, Mohn entra dans la défense aérienne, devint appointé, sous-officier, avant d’être promu lieutenant en 1942,. Passant de France en Italie, son régiment fut déplacé en Tunisie. Le 5 mai 1943, Mohn fut fait prisonnier de guerre par l’armée américaine, et à la mi-juin, on le transféra aux États-Unis dans le camp Concordia, camp de prisonniers de guerre dans l’État du Kansas. Selon les propres dires de Reinhard Mohn, cette période le marqua profondément ; c’est ainsi qu’il commença à s’intéresser à la littérature américaine spécialisée dans la direction d’entreprise.
Reinhard Mohn rentra à Gütersloh en 1946. Comme son frère aîné Hans Heinrich Mohn avait été tué en 1939 et que Sigbert Mohn, le cadet, était encore prisonnier de guerre, il décida d’effectuer tout d’abord un apprentissage de libraire avant de se lancer dans les affaires paternelles. Son père Heinrich Mohn était surveillé de près par les forces d’occupation britanniques, entre autres parce qu’il était membre de soutien de la SS et qu’il finançait d’autres organisations nazies. En 1947, il fut forcer de céder sa licence d’édition à son fils Reinhard qui prit la direction de la maison d’édition à partir de là,.

### Famille
En 1948, Reinhard Mohn épousa Magdalene Raßfeld qu’il connaissait depuis l’école. Le couple eut trois enfants : Johannes, Susanne et Christiane. Il divorça en 1982 et épousa Elisabeth Scholz la même année,,. Leur liaison avait commencé dans les années 1950, et après leur mariage, Mohn adopta leurs trois enfants communs Brigitte, Christoph et Andreas.

## Œuvre

### Bertelsmann
En 1947, Reinhard Mohn prit la direction de la maison d’édition C. Bertelsmann, largement détruite par des bombardements durant la Seconde Guerre mondiale. En 1950, il fonda le club de lecture Bertelsmann Lesering, qui constitua la base du rapide essor de l’entreprise dans les décennies suivantes,. Dès le départ, Mohn impliqua étroitement ses employés dans l’entreprise en introduisant par exemple des prêts participatifs en 1951. En 1969, il instaura au niveau national la participation aux bénéfices pour les employés, considérée comme exemplaire,,. En tant qu’entrepreneur, Mohn poursuivit systématiquement le développement de l’entreprise, transformant la maison d’édition traditionnelle en un grand groupe médiatique : il se lança ainsi dans la production musicale et cinématographique, investit dans l’édition de magazines et accéléra l’expansion internationale. Une fusion prévue de Bertelsmann avec le groupe Axel Springer en 1969/70 n’eut finalement pas lieu.
En 1971, Mohn transforma l’entreprise familiale en société anonyme,. De cette manière, il créa une autre condition structurelle pour placer Bertelsmann au rang de l’un des plus importants groupes médiatiques au monde. Mohn devint président-directeur-général et poursuivit dans cette fonction une culture d’entreprise basée sur le partenariat, dont l’élément essentiel est le dialogue entre la direction et les employés. En 1976, il fit construire un nouveau siège social qui est encore celui de l’entreprise Bertelsmann aujourd’hui. C’est à cette époque également que Mohn se lança sur le marché de l’édition nord-américain, un marché important pour Bertelsmann. Avec l'acquisition de Bantam Books (1977/1980) et de Doubleday (1986), il créa le groupe d’édition grand public le plus important des États-Unis à l’époque,.
En 1981, Reinhard Mohn quitta le conseil d’administration pour entrer au conseil de surveillance qu’il dirigea pendant dix autres années,. Il resta toutefois impliqué dans les activités opérationnelles de l’entreprise. À l’âge de 70 ans, il démissionna finalement de son poste, mais resta président honoraire du conseil de surveillance. À partir de là, il se consacra principalement à son engagement d’utilité publique, notamment à la fondation Bertelsmann Stiftung,. En 1999, Mohn céda à la société Bertelsmann Verwaltungsgesellschaft le contrôle qu’il détenait seul jusque-là par les droits de vote à hauteur d’environ 90 % des actions de Bertelsmann,. Avec cette décision, il entendait garantir la continuité de son entreprise,,.

### Bertelsmann Stiftung
En 1977, Mohn créa la Bertelsmann Stiftung, une fondation d’utilité publique. Au départ, elle était dotée d’un capital de 100 000 de marks. Mohn soutenait le concept créé par la direction d’une fondation opérationnelle développant et suivant ses propres projets. Sur son initiative, la Bertelsmann Stiftung participa par exemple à l’agrandissement de la bibliothèque municipale de Gütersloh et créa le prix Carl Bertelsmann (aujourd’hui prix Reinhard Mohn),.
Dans les années 1980, la Bertelsmann Stiftung devint l’un des piliers de l’engagement socio-politique de Reinhard Mohn. En 1993, la majorité des parts de capital de Bertelsmann lui fut transférée. La Bertelsmann Stiftung devint ainsi le plus gros actionnaire du groupe. Dans le contrat de donation, les parts de capital furent strictement séparées des droits de vote, de manière à éviter que la fondation n’exerce une influence notable sur la structure interne du groupe et inversement.
Dans les années 1990, Mohn augmenta considérablement le budget de la Bertelsmann Stiftung,. Outre son engagement en Allemagne, il finança des projets en Espagne, comme la Fundació Biblioteca d´Alcúdia Can Torró à Majorque. En 1995, il créa la Fundación Bertelsmann, filiale indépendante de la Bertelsmann Stiftung dont les sièges se trouvent aujourd’hui à Barcelone et à Madrid. Elle se consacre actuellement à la promotion de la formation par alternance afin de réduire le chômage des jeunes. La Bertelsmann Foundation North America dont le siège se trouve à Washington, D.C. s’engage entre autres pour la coopération transatlantique.
Dans les premières années, Reinhard Mohn occupait la fonction de président unique de la Bertelsmann Stiftung. Un gérant fut nommé en 1979, à partir de 1983, Mohn fut assisté par un conseil consultatif, en 1993, le conseil d’administration de la fondation fut également élargi. À partir de 1998, Mohn se retira de la direction : il abandonna tout d’abord la présidence du conseil d’administration et un an plus tard, celle du conseil consultatif. En raison de plusieurs changements au sein de la structure et du personnel, Mohn prit la présidence en intérim des deux organes de la Bertelsmann Stiftung de la fin 2000 à la moitié 2001, jusqu’à ce que Gunter Thielen lui succède en tant que président du conseil d’administration,,. En 2004, il se retira définitivement du conseil d’administration de la Bertelsmann Stiftung, mais resta membre du conseil consultatif en sa qualité de créateur jusqu’à sa mort en 2009, comme le stipulaient les statuts.

## Honorifiques (sélection)
- 1981 : Citoyen honoraire de la ville de Gütersloh[75]
- 1987 : Ami de la ville de Jérusalem, distinction décernée lors du salon du livre de Jérusalem[76]
- 1992 : Entrée au Hall of Fame symbolique du magazine Manager[77]
- 1994 : Croix de Commandeur de l'Ordre du Mérite de la République fédérale d'Allemagne[7]
- 1996 : Prix Europäischer Stifterpreis[78]
- 1996 : Membre honoraire du Club de Rome[79]
- 1997 : Prix Schumpeter[80]
- 1998 : Croix de Grand Officier de l'Ordre du Mérite de la République fédérale d'Allemagne[7]
- 1998 : Prix Prince des Asturies[8]
- 1998 : Médaille d’or de la fédération des fondations allemandes[81]
- 1998 : Prix de l’intégration de la fondation Apfelbaum Stiftung[82]
- 1998 : Prix Hanns Martin Schleyer[78]
- 1999 : Prix national du Land de Rhénanie-du-Nord-Westphalie[83],[84]
- 1999 : Grand-Croix de l’ordre du Mérite civil espagnol[85]
- 2000 : Médaille Bernhard Harms[86]
- 2000 : Médaille Jakob Fugger[87]
- 2001 : Docteur honoris causa de l’université de Münster[88]
- 2002 : Prix de l'avenir des comités sociaux de la CDU[89],[90]
- 2003 : Prix Teddy Kollek de la Jerusalem Foundation[91]
- 2005 : Citoyen honoraire de la ville d’Alcúdia, Majorque[92]
- 2007 : Prix Deutscher Gründerpreis pour son œuvre[93]
- 2010 (post mortem) : Médaille d’or des Baléares[94]

## Ouvrages publiés
À partir de la fin des années 1980, Reinhard Mohn se consacra également à l’écriture en tant qu’essayiste et auteur d’ouvrages de non-fiction. Il est l’auteur de plusieurs livres et articles de magazines dans lesquels il traite de thèmes sociaux et économiques,. En 1985, il publia l’essai « Die Eitelkeit im Leben des Managers » (La vanité dans la vie du manager) dans lequel il dénonçait un type de direction d’entreprise égoïste. Avec ses prises de position sur ce sujet, la perspective de Mohn suscita à plusieurs reprises la controverse,. En 1986, avec la publication mondiale de son livre « Erfolg durch Partnerschaft » (« Le partenariat, clé du succès », trad. de l’allemand), il exposa les principes de la culture d’entreprise de Bertelsmann,. Dans « Menschlichkeit gewinnt » (L’humanité triomphe) paru en 2000, il défend notamment un style de gestion basé sur le partenariat comme modèle d’organisation moderne de l’entreprise,. « Die gesellschaftliche Verantwortung des Unternehmers » (La responsabilité sociale de l’entrepreneur) paru en 2001 définit le cadre d’un ordre politique dont l’élément central est l’esprit d’entreprise,. En 2008, il publia son dernier ouvrage sous le titre « Von der Welt lernen » (Apprendre du monde), dans lequel Mohn évoque des périodes marquantes de sa propre vie,,. Il fut écrit avec l’auteure Andrea Stoll qui avait également écrit le scénario du film « Es müssen mehr Köpfe ans Denken kommen » (Davantage de cerveaux doivent avoir accès à la pensée) de Roland Suso Richter. Ce film était le cadeau d’anniversaire que le conseil d’administration de Bertelsmann offrit à Mohn pour ses 85 ans en 2006.

## Divers
En 1991, à l’occasion du 70e anniversaire de Reinhard Mohn, le conseil d’administration de Bertelsmann créa la chaire Reinhard Mohn de gestion d’entreprise, d’éthique économique et d’évolution sociale à l’université privée Witten/Herdecke.
En 2006, Mohn érigea la Reinhard Mohn Stiftung, une fondation éponyme qui porte son nom, dirigée depuis 2010 par son fils Christoph Mohn,. Après le décès de Reinhard Mohn, la fondation entra en possession de parts de capital de Bertelsmann que Reinhard Mohn avait détenues par le biais d’une société intermédiaire.
En 2010, l’université Witten/Herdecke rendit hommage à Mohn en créant l’Institut de gestion d’entreprise et de corporate governance qui porte aujourd’hui le nom de Reinhard Mohn Institut für Unternehmensführung (RMI),,. Cet institut se compose de la chaire de gestion d’entreprise Reinhard Mohn créée en 1991, d’une chaire d’organisation stratégique et d’une chaire de recherche.
En 2011, la fondation Bertelsmann Stiftung décerna pour la première fois le prix Reinhard Mohn qui entretient et promeut la tradition du prix Carl Bertelsmann,. Cette distinction récompense des personnalités de renommée internationale pour leurs solutions novatrices aux défis sociaux et politiques.

## Critiques
Mohn fut critiqué pour sa gestion du passé national-socialiste de Bertelsmann,. Après que des questions furent soulevées dans les années 1990 sur le rôle de Bertelsmann dans le Troisième Reich, Bertelsmann, soutenu par Mohn, engagea une commission historique indépendante chargée de faire des recherches sur son implication durant la période nazie. Son rapport rendu en 2002 concluait que le mythe répandu durant des décennies de son implication présumée dans une maison d’édition soutenant la résistance n’avait pas pu être corroboré,. Bertelsmann était au contraire le plus grand producteur de livres de la Wehrmacht.
En 2010, l’auteur et journaliste Thomas Schuler critiqua l’« entremêlement fiscalement avantageux » de Bertelsmann et de la fondation Bertelsmann Stiftung. Les structures créées par Mohn auraient permis à sa famille d’économiser plusieurs milliards de droits de succession. Toutefois, selon l’interprétation juridique en vigueur à l’époque, ces droits n’auraient pas été exigibles,.